# Cité de Phalsbourg
La cité de Phalsbourg est une voie du 11e arrondissement de Paris, en France.

## Situation et accès
La cité de Phalsbourg est une voie mixte située dans le 11e arrondissement de Paris. Elle débute au 149, boulevard Voltaire et se termine au 49, rue Léon-Frot. Elle donne accès au square Edmée-Chandon.

## Origine du nom

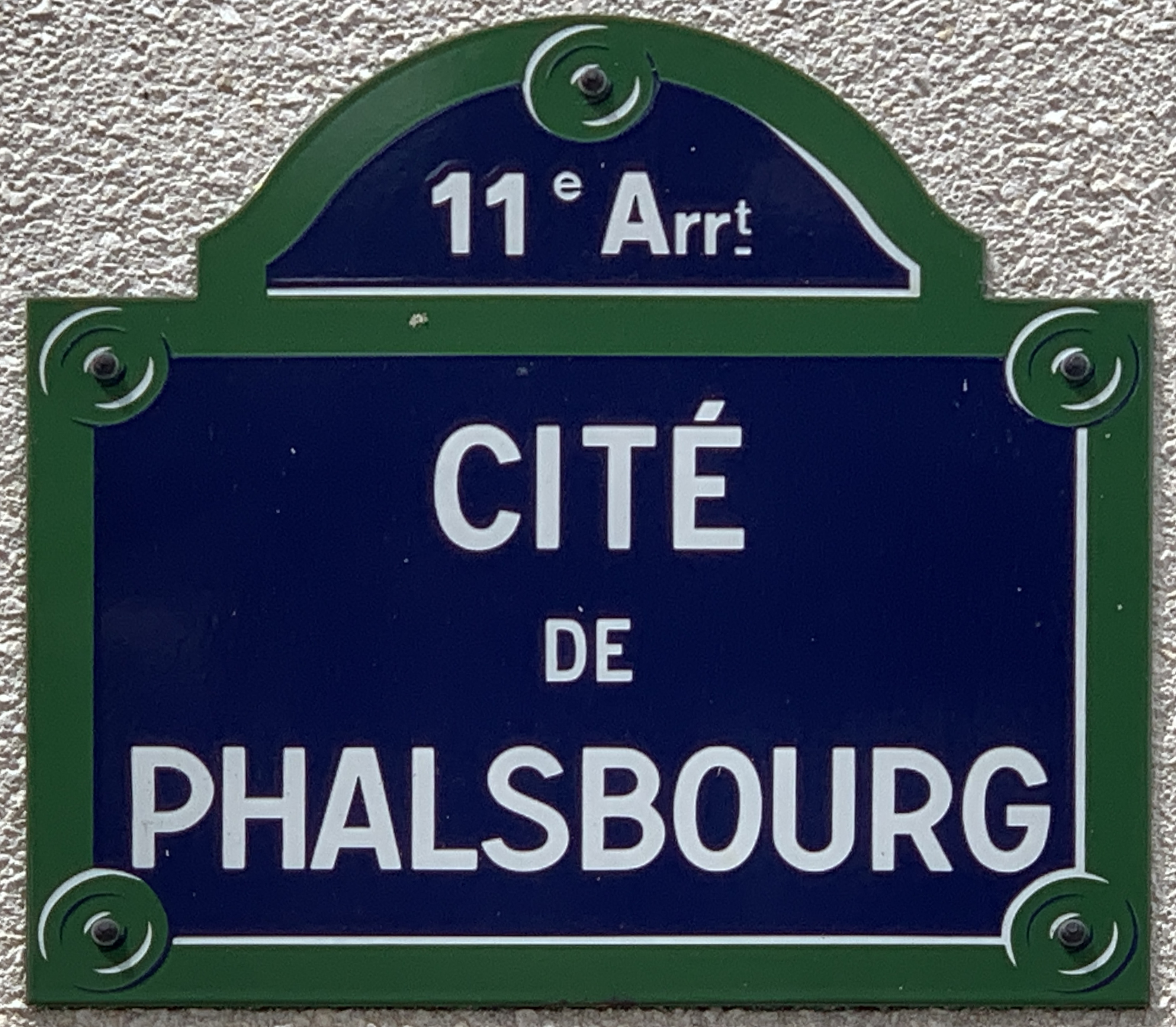
Plaque de la voie.

Cette voie rend hommage au chef-lieu de canton de la Moselle, Phalsbourg, annexé à la France en 1661 et place forte de l'Est, célèbre par sa défense héroïque en 1814-1815 et en 1870.

## Historique
Cette voie est classée dans la voirie parisienne par arrêté du 15 février 1938 sur une longueur de 80 mètres à partir du boulevard Voltaire.
Elle est prolongée de la partie existante et la rue Léon-Frot sous le nom provisoire de « voie X/11 » et prend sa dénomination actuelle par arrêté municipal du 13 novembre 2003.

## Bâtiments remarquables et lieux de mémoire
- Square Edmée-Chandon